# Hidalgo agonaria
Hidalgo agonaria är en fjärilsart som beskrevs av Dyar 1912. Hidalgo agonaria ingår i släktet Hidalgo och familjen mätare. Inga underarter finns listade i Catalogue of Life.